# Exile (album)
Pour les articles homonymes, voir Exile.
Albums de Anorexia Nervosa
Nihil Negativum
(1995) Sodomizing the Archedangel
(1999)
Exile est le premier album studio du groupe de black metal symphonique français Anorexia Nervosa. L'album est sorti en 1997 sous le label Season of Mist.
Les paroles de l'album sont principalement basées sur la névrose et la folie humaine.
Cet album est une production unique par rapport au reste de la discographie de Anorexia Nervosa. En effet, il s'agit ici d'un album de metal industriel, alors que par la suite, le groupe composera exclusivement dans le registre black metal symphonique.
L'album s'est vendu à plus de 2 400 exemplaires dans les semaines qui ont suivi sa sortie, ce qui est une assez bonne performance car le groupe était peu connu à l'époque.
C'est le dernier album du groupe enregistré avec le guitariste Marc Zabé et le chanteur Stéphane Gerbaud au sein de sa formation.

## Musiciens
- Stéphane Gerbaud : chant
- Stefan Bayle : guitare
- Marc Zabé : guitare, claviers
- Pier Couquet : basse
- Nilcas Vant : batterie

## Liste des morceaux
| No  | Titre                                                                               | Durée |
| --- | ----------------------------------------------------------------------------------- | ----- |
| 1.  | Prologue - To Exclude From The Cycle Of Generations / Cycle I - Delusive Complexion | 5:30  |
| 2.  | Sequence 1 - Spiritu Fornicationis / Action 1 - Distressing Amnios                  | 6:36  |
| 3.  | Sequence 2 - Say The World That Fall In The Sky / Action 2 - Gnostic Wails          | 3:36  |
| 4.  | Sequence 3 - The Unveiled Mirror / Action 3 - Other Wails                           | 2:50  |
| 5.  | Sequence 4 - Divert The Necessities Of The Body / Cycle II - Burning Tongue         | 1:10  |
| 6.  | Sequence 1 - Against The Sail / Action 1 - Vertebrae Embryo                         | 1:20  |
| 7.  | Sequence 2 - Faith / Action 2 - Discordant Effects Of Suicides                      | 3:00  |
| 8.  | Sequence 3 - Acclaim New Master / Action 3 - Slave                                  | 7:38  |
| 9.  | Sequence 4 - First Tasting Of Faecal Matter / Cycle III - Man-Machine               | 2:20  |
| 10. | Sequence 1 - Some Miracles Of Entrails / Action 1 - Not Showed                      | 4:32  |
| 11. | Sequence 2 - Spirit Of The Valley / Action 2 - Enclose                              | 4:45  |
| 12. | Sequence 3 - Flesh Goes Out Without Grace                                           | 6:40  |
| 13. | Epilogue - Running Of Mental Fluids                                                 | 0:50  |